# Distretto di Aliağa
Il distretto di Aliağa (in turco Aliağa ilçesi) è un distretto della provincia di Smirne, in Turchia.

## Amministrazioni
Al distretto appartengono 3 comuni e 18 villaggi. Il comune di Aliağa è parte della città metropolitana di Smirne.

### Comuni
- Aliağa (centro)
- Helvaci
- Yenişakran